# Línia evolutiva de Swinub
Aquesta línia evolutiva de Pokémon inclou Swinub, Piloswine i Mamoswine.

## Swinub
Swinub és una de les espècies que apareixen a la franquícia Pokémon. És de tipus gel i tipus terra i evoluciona a Piloswine.

### En els videojocs[calcitació]
Swinub només és disponible en Pokémon Silver i Gold on es troba a la Ruta Gelada i en Pokémon LeafGreen i FireRed. A Pokémon Diamond i Pearl es troba a la ruta 217. La femella i el mascle són idèntics. Posseeix bastanta velocitat, precisió i resistència.
Els seus HP són baixos (50) i no és gaire bo en la lluita; el seu atac és de 50 punts, la defensa de 40, la velocitat de 50 i la defensa i l'atac especial de 30.

## Piloswine
Piloswine és una de les espècies que apareixen a la franquícia Pokémon. És de tipus gel i tipus terra. Evoluciona de Swinub al nivell 33 i evoluciona a Mamoswine. Dota de velocitat, salt i resistència. El mascle té ullals llargs i la femella ullals curts.

## Mamoswine
Mamoswine és una de les espècies que apareixen a la franquícia Pokémon. És de tipus gel i tipus terra. Evoluciona de Piloswine quan hagi après Poder Passat. És resistent, saltador i fort. El mascle té els ullals més llargs que la femella.